# Lorica
Lorica (łac.) – ogólne określenie pancerzy używanych w armii rzymskiej.

## Podział
- lorica segmentata – pancerz zbudowany z podłużnych stalowych folg, przynitowanych do skórzanych pasów,
- lorica hamata – forma kolczugi,
- lorica storta – pancerz składający się z kaftana i przynitowanych do niego pierścieni,
- lorica squamata – pancerz ze stalowymi łuskami przynitowanymi do skórzanego kaftana,
- lorica manica – segmentowa ochrona ręki,
- lorica plumata – pancerz łuskowy o bardzo drobnych zbrojnikach, przeznaczony dla dowództwa.